# Beth Lammas
Elizabeth Miriam Anastácio Lamas (Rio de Janeiro, 27 de janeiro de ) é uma atriz e cantora brasileira.

## Carreira
Iniciou sua carreira como cantora em 1989, já trazendo uma longa bagagem como atriz de teatro, desde a sua formação na Casa das Artes de Laranjeiras (CAL) em 1986.
Atuou em Ai ai, Brasil, Samba Valente de Assis e Tia Zulmira e Nós, entre muitos outros espetáculos, onde mostrou sua versatilidade tanto de atriz como de cantora.
Participou como vocalista de bandas como Páginas 4, Alma Nua e Mulher de Branco, desenvolvendo pesquisa de repertório e apresentações no eixo Rio-São Paulo. O seu curriculum reúne as mais respeitáveis casas de espetáculos, dentre elas Rio Jazz Club, People, Torre de Babel, Espaço Cultural Sérgio Porto e Ballroom, entre outras.
Em 2003, produziu e estrelou o monólogo A verdadeira história de Beatriz Alzira, com direção de Sandra Pêra, onde interpretava a música Fama que, no ano seguinte, se tornou tema da telenovela Celebridade e alcançou sucesso nacional. Seu refrão caiu na boca do povo: "Money no bolso, saúde e sucesso".
Em 2007 e 2008 esteve no elenco do musical O Baile, baseado no filme homônimo de Ettore Scola, e com direção de José Possi Neto.

## Trabalhos
Na televisão
| Ano  | Título            | Personagem       | Notas                               |
| ---- | ----------------- | ---------------- | ----------------------------------- |
| 2022 | Além da Ilusão    | Hermínia         | Episódio: "23 de maio"              |
| 2019 | Verão 90          | Rosane           | [ 4 ]                               |
| 2017 | Os Suburbanos     | Vera             | Episódio: "Queima as Gordura, Nem!" |
| 2017 | Brasil a Bordo    | Sara             | 1 episódio                          |
| 2013 | Amor à Vida       | Enfermeira       |                                     |
| 2012 | Cheias de Charme  | Dra. Renata      |                                     |
| 2012 | As Brasileiras    | Débora           |                                     |
| 2010 | Ti Ti Ti          | Irmã Flagelo     |                                     |
| 2010 | A Grande Família  | Ingrid           | Episódio: "Os Caretas"              |
| 2007 | Malhação 2008     | Professora Forte |                                     |
| 2007 | Pé na Jaca        | delegada Tônia   |                                     |
| 2006 | Carga Pesada      |                  |                                     |
| 2005 | A Diarista        | Marta            | Episódio: "Eu, Tu, Ela"             |
| 2004 | Celebridade       | Sônia            |                                     |
| 2002 | Desejos de Mulher | Silvana          |                                     |
| 2001 | Uga Uga           | Madá             |                                     |
| 2000 | Você Decide       | Laura            | Episódio: "Pré-datado"              |
| 1997 | Por Amor          | Marisa           |                                     |
| 1995 | História de Amor  | Ana              |                                     |

No cinema
| Ano  | Título    | Personagem |
| ---- | --------- | ---------- |
| 2012 | Billi Pig | Tia Cleuza |